# Gle Reusam
Gle Reusam är en kulle i Indonesien.   Den ligger i provinsen Aceh, i den västra delen av landet, 1 800 km nordväst om huvudstaden Jakarta. Toppen på Gle Reusam är 126 meter över havet.
Terrängen runt Gle Reusam är kuperad åt nordväst, men åt sydost är den bergig. Havet är nära Gle Reusam västerut. Runt Gle Reusam är det ganska tätbefolkat, med 155 invånare per kvadratkilometer. Närmaste större samhälle är Banda Aceh, 19,7 km norr om Gle Reusam. I omgivningarna runt Gle Reusam växer i huvudsak städsegrön lövskog.